# Каменка (Біжбуляцький район)
Ка́менка (рос. Каменка, башк. Каменка) — село у складі Біжбуляцького району Башкортостану, Росія. Входить до складу Каменської сільської ради.
Населення — 512 осіб (2010; 587 в 2002).
Національний склад:
- мордва — 40 %